# 竹崎車站
竹崎車站位於台灣嘉義縣竹崎鄉，為林務局阿里山林業鐵路阿里山線之鐵路車站。

## 歷史
- 1910年10月1日：設立「竹頭崎驛」[1]。
- 1920年10月1日：改名為「竹崎」[2]。
- 1952年：站舍改建，成為今日的模樣。

## 車站構造
站房為一木造車站，海拔127公尺，阿里山林鐵的車站之一。站內設岸式月台兩座，一為用枕木建成的臨時月台。
本站亦是阿里山林鐵的登山起點，地位重要，因此站內共設七股線以供列車及蒸汽機車長時間停靠之用。1960年代柴油化之前，上山的列車至此需停靠一段時間，將火車頭位置更換，由前拉改為後推，並將原本用於平地的18噸級車頭改成28噸級車頭，以確保上山的安全。
東端有設一三角線，是早期機車頭調頭之用。1912年通車初期，與二萬平車站分別為登山線的起點與終點，故有三角線的設置，在1920年登山線確定以車頭固定在列車尾端後推上山之後，地位不如昔日重要，但本身鄰近南靖糖廠蔗田，故在每年製糖期間，南靖糖廠的採蔗列車皆會至此採收甘蔗，三角線成為採蔗列車的停放側線。

## 利用狀態
- 阿里山號主線列車的停靠站。

## 車站週邊
- 牛稠溪橋
- 竹崎親水公園

## 公車資訊
| 編號  | 經營業者     | 區間             | 備註                               |
| ----- | ------------ | ---------------- | ---------------------------------- |
| 7313  | 嘉義縣公車處 | 嘉義—松腳—溪心寮 |                                    |
| 7321  | 嘉義縣公車處 | 嘉義—松腳        | 部份班次繞駛竹崎高中、嘉義市學區。 |
| 7323B | 嘉義縣公車處 | 嘉義—竹崎—梅山   | 繞駛竹崎高中。                     |

## 相關電影
- 莫非，這就是愛情
- 兒子的大玩偶

## 外部連結
- 竹崎車站（阿里山林業鐵路） （页面存档备份，存于）
- 竹崎車站（嘉義縣文化觀光局） （页面存档备份，存于）

23°31′33″N 120°33′13″E / 23.52590971055063°N 120.553574834973943°E